# Brin-Klasse
Die fünf Unterseeboote der Brin-Klasse wurden von 1936 bis 1939 in zwei Baureihen für die italienische Marine gebaut und im Zweiten Weltkrieg auch außerhalb des Mittelmeeres eingesetzt. Die Bootsklasse war nach Admiral Benedetto Brin benannt.

## Geschichte
Die fünf Hochseeboote Brin, Galvani, Guglielmotti, Archimede und Torricelli wurden auf der Tosi-Werft in Tarent gebaut. Ursprünglich waren nur drei Boote vorgesehen. Während des Spanischen Bürgerkriegs gab Italien zwei Boote der Archimede-Klasse, Archimede und Torricelli, insgeheim an die spanischen Nationalisten ab. Als Ersatz dafür gab man zwei weitere Boote gleichen Namens der Brin-Klasse in Auftrag, in der Hoffnung, die Abgabe würde unentdeckt bleiben.
Bei der Brin-Klasse handelte es sich um eine Weiterentwicklung der Archimede-Klasse, wobei trotz einer leichten Erhöhung der Verdrängung bei unverändertem Antrieb die Geschwindigkeit erhöht werden konnte ohne jedoch die Seetüchtigkeit entscheidend zu verbessern. Im Bereich der Bewaffnung verdoppelte man die Fla-MG von zwei auf vier, reduzierte aber die Bordkanonen von zwei auf eine. Die Bordkanone baute man in den hinteren Bereich des Turms ein, der sich somit wesentlich von dem der Vorgängerklasse unterschied. Da diese Lösung nicht den Erwartungen entsprach und der Turm, wie bei vielen italienischen U-Booten, zu groß ausfiel, wurde die Kanone während des Krieges wieder vor dem Turm platziert und der Turm umgebaut und verkleinert. Die teilweisen Zweihüllenboote hatten vier Torpedorohre am Bug und einen Hecktorpedoraum mit vier weiteren Rohren.

## Boote der Klasse
Siehe auch: Italienische Marineverbände im Zweiten Weltkrieg

### Benedetto Brin
Die Benedetto Brin wurde am 3. Dezember 1936 bei Tosi in Tarent auf Kiel gelegt, am 3. April 1938 vom Stapel gelassen und am 30. Juni 1938 in Dienst gestellt. Wie alle anderen Boote der Klasse kam es zunächst zum 44. Geschwader der 4. U-Boot-Gruppe in Tarent, 1939 dann zum 41. Brin kam dann mit Galvani zu einem U-Boot-Kommando in Massaua und operierte im Roten Meer und im Indischen Ozean. Während alle anderen Boote der Klasse 1940 nach Massaua verlegt wurden, kehrte Brin ins Mittelmeer zurück und operierte zunächst in der Straße von Sizilien und dann bei Kreta. Ende Oktober 1940 verlegte es von Messina nach Bordeaux, wobei es in der Straße von Gibraltar zwei britischen Zerstörern nur knapp entkam. Am 13. Juni 1941 versenkte Brin bei den Azoren zwei Handelsschiffe. Ende August 1941 kehrte das Boot nach Messina zurück, von wo aus es in den folgenden zwei Jahren erfolglos operierte. Nach dem Waffenstillstand von Cassibile wurde es im September 1943 in Bône den Alliierten übergeben, die es mit der italienischen Besatzung erst nach Malta und dann im Oktober 1943 nach Tarent verlegten. Zwischen Mai 1944 und Dezember 1945 wurde es nochmals im Indischen Ozean eingesetzt, wo es vor Ceylon der Royal Navy zur U-Jagd-Ausbildung diente. Das Boot wurde am 1. Februar 1948 in Tarent außer Dienst gestellt und dann verschrottet.

### Luigi Galvani
Dieses nach dem Wissenschaftler Luigi Galvani benannte Boot wurde ebenfalls am 3. Dezember 1936 auf Kiel gelegt, der Stapellauf erfolgte am 22. Mai 1938, die Übergabe am 29. Juli 1938. Im Juni 1940 unterstand es dem 81. Geschwader in Massaua in Eritrea. Am 10. Juni 1940 verließ es seinen Stützpunkt in Richtung Golf von Oman, den es am 23. Juni erreichte. Nachdem die Briten am 19. Juni das Boot Galilei und mit ihm die Einsatzbefehle des 81. Geschwaders erbeutet hatten, wurde Galvani im Golf von Oman bereits erwartet. Die Korvette HMS Falmouth traf das abtauchende Boot im Hecktorpedoraum, dessen Schott von dem Unteroffizier Pietro Venuti dichtgemacht wurde. Dank Venuti, der im Hecktorpedoraum ertrank, konnte das von Wasserbomben weiter beschädigte Boot nochmals kurz an die Oberfläche gelangen und ein Großteil der Besatzung gerettet werden. Dem Boot Galvani wird von verschiedener Seite die Versenkung des britisch-indischen Sloop HMIS Pathan zugeschrieben.

### Alberto Guglielmotti
Das nach dem Dominikaner und Marinehistoriker Alberto Guglielmotti benannte Boot, ein gleichnamiges U-Boot der Pacinotti-Klasse war bereits im Ersten Weltkrieg zum Einsatz gekommen, wurde am 3. Dezember 1936 in Tarent auf Kiel gelegt und am 11. September 1938 vom Stapel gelassen; am 12. Oktober 1938 wurde es der Marine übergeben. Im Juni 1940 unterstand es dem 81. Geschwader in Massaua. Guglielmotti rettete am 22. Juni 1940 die Besatzung des Bootes Macallè, das am 15. Juni bei der Insel Barr Musa Kebir auf einen Felsen gelaufen war. Am 6. September 1940 versenkte es den griechischen Tanker Atlas. Kurz vor dem Fall Italienisch-Ostafrikas erhielten die italienischen U-Boote vor Ort den Befehl, den afrikanischen Kontinent zu umfahren und sich zum italienischen U-Boot-Stützpunkt in Bordeaux zu begeben. Guglielmotti war am 4. März 1941 das letzte italienische U-Boot, das Massaua verließ. Am 6. Mai 1941 traf es in der französischen Hafenstadt ein, wo es mehrere Monate lang repariert wurde. Im September 1941 lief es an Gibraltar vorbei ins Mittelmeer zurück, wo es in Tarent bis Februar 1942 modernisiert wurde. Am 15. März 1942 verließ es Tarent in Richtung Cagliari, wurde aber am 17. März 1942 bei Kap Spartivento (Kalabrien) von dem britischen U-Boot HMS Unbeaten versenkt. Es gab keine Überlebenden.

### Archimede
Das nach Archimedes benannte Boot wurde am 23. Dezember 1937 in Tarent auf Kiel gelegt, lief am 5. März 1939 vom Stapel und wurde am 18. April 1939 übergeben. Im Juni 1940 gehörte es zum 82. Geschwader in Massaua. Am 19. Juni lief es zu einem Einsatz vor der Küste Dschibutis aus, der aber nach Problemen an der Belüftungsanlage und darauf zurückzuführenden Vergiftungen und Todesfällen unter der Besatzung abgebrochen werden musste. Archimede verließ Massaua aus den oben genannten Gründen am 3. März 1941 und traf am 7. Mai 1941 in Bordeaux ein, wo es repariert wurde. Unter dem Kommando von Gianfranco Gazzana Priaroggia griff es am 23. Mai 1942 erfolglos den Kreuzer USS Milwaukee und den Zerstörer USS Moffett an. Am 16. Juni gelang die Versenkung des Handelsschiffs Cardina, während der US-Dampfer Columbian entkommen konnte. Im Oktober 1942 operierte es vor dem westafrikanischen Freetown, wo es am 9. Oktober den Truppentransporter Oronsay versenkte und am folgenden Tag den griechischen Dampfer Nea Hellas beschädigte. Archimede wurde am 15. April 1943 bei Fernando de Noronha nach hartem Kampf von amerikanischen Consolidated PBY Catalina versenkt, nachdem sie aufgrund einer Beschädigung nicht mehr abtauchen konnte. Etliche Besatzungsmitglieder konnten sich auf abgeworfenen Rettungsflößen in Sicherheit bringen, verstarben dort aber nach und nach. Nach 27 Tagen wurde ein Überlebender von brasilianischen Fischern gerettet.

### Evangelista Torricelli
Das nach dem Physiker Evangelista Torricelli benannte Boot wurde am 23. Dezember 1937 auf Kiel gelegt, am 26. März 1939 lief es vom Stapel, am 7. Mai 1939 wurde es übergeben. Im Juni 1940 gehörte es zum 82. Geschwader in Massaua. Am 14. Juni 1940 lief es unter dem Kommando von Salvatore Pelosi in Richtung Dschibuti aus, wurde dort aber von britischen Zerstörern beschädigt und dann nochmals auf dem Rückmarsch in der Straße von Bab al-Mandab. Kurz nach dem zweiten Angriff tauchte Pelosi auf, wurde dann aber entgegen seiner Erwartung mit drei Zerstörern und zwei Sloops konfrontiert, die versuchten, das Boot Torricelli zu erbeuten. Bei dem vierzigminütigen Überwasserkampf wurden die beiden britischen Sloops Shoreham und Indo zum Rückzug gezwungen und die drei Zerstörer beschädigt, wobei die Khartoum auf Grund gesetzt und aufgegeben werden musste. Das Boot Torricelli blieb schließlich schwer beschädigt und manövrierunfähig liegen. Kurz vor dessen Enterung befahl Pelosi die Selbstversenkung. Sieben Mann fielen im Überwasserkampf, der verwundete Pelosi wurde gegen seinen Willen mit dem Rest der Besatzung von den Briten gerettet.